# Зелена Гура
Зеле́на Гу́ра (пол. Zielona Góra, нім. Grünberg in Schlesien) — місто на заході Польщі, один з двох адміністративних центрів Любуського воєводства. Розташоване в долині річки Одра. Населення: 139 278 осіб. (2023) У місті діє Почесне Консульство України.
У пресі, яку видає українська діаспора Польщі, зустрічається назва Зелена Гора.
Зелену Гуру називають польським містом вина. Кожного першого тижня вересня у місті проводиться Свято Вина.
Символом Зеленої Гури є Бахус, бог – вина. У центрі міста, розташована велика скульптура Бахуса, крім цього, у старому центрі, особливо біля ратуші, можна побачити багато маленьких скульптур Бахуса — «бахусиків», як їх називають жителі міста. Різні джерела наводять різну кількість скульптурок, також періодично з'являються нові. Станом на квітень 2021 року сайт, присвячений зеленогурським бахусикам наводить фото 51 скульптурки , а польська стаття вікіпедії Зеленої Гури наводить кількість у 54 бахусіки.

## Клімат
Клімат Зеленої Гури помірний, перехідний, з переважанням океанічних впливів. Середня температура липня +18,3°С, січня –1,3°С. Річна кількість опадів становить близько 580 мм. Проте в останні роки ми спостерігаємо постійну тенденцію потепління клімату. Це явище спостерігається в кожну пору року (наприклад, липень 2006 р., середня температура +24,2 °C; січень 2007 р., середня температура +4,3 °C). Характерними особливостями мікроклімату, особливо гірських районів, є знижені добові амплітуди та дуже теплі ночі (в середньому в місяці літнього півріччя на 0,5-1,5 °C тепліше, ніж у Познані, Вроцлаві чи Слубіце).
| Клімат Зелена Гура              | Клімат Зелена Гура | Клімат Зелена Гура | Клімат Зелена Гура | Клімат Зелена Гура | Клімат Зелена Гура | Клімат Зелена Гура | Клімат Зелена Гура | Клімат Зелена Гура | Клімат Зелена Гура | Клімат Зелена Гура | Клімат Зелена Гура | Клімат Зелена Гура | Клімат Зелена Гура |
| Показник                        | Січ.               | Лют.               | Бер.               | Квіт.              | Трав.              | Черв.              | Лип.               | Серп.              | Вер.               | Жовт.              | Лист.              | Груд.              | Рік                |
| Середній максимум, °C           | 1                  | 2                  | 7                  | 11                 | 17                 | 20                 | 22                 | 22                 | 17                 | 12                 | 6                  | 3                  | 12                 |
| Середній мінімум, °C            | −3                 | −3                 | 1                  | 4                  | 9                  | 12                 | 14                 | 14                 | 11                 | 6                  | 2                  | −1                 | 6                  |
| Норма опадів, мм                | 38.1               | 35.6               | 43.2               | 58.4               | 63.5               | 78.7               | 43.2               | 40.6               | 43.2               | 40.6               | 43.2               | 45.7               | 599.4              |
| ------------------------------- | ------------------ | ------------------ | ------------------ | ------------------ | ------------------ | ------------------ | ------------------ | ------------------ | ------------------ | ------------------ | ------------------ | ------------------ | ------------------ |
| Джерело: pl:Zielona Góra#Klimat |                    |                    |                    |                    |                    |                    |                    |                    |                    |                    |                    |                    |                    |

## Демографія
Демографічна структура станом на 31 березня 2011 року:
|          | Загалом | Допрацездатний вік | Працездатний вік | Постпрацездатний вік |
| -------- | ------- | ------------------ | ---------------- | -------------------- |
| Чоловіки | 55963   | 9744               | 39835            | 6384                 |
| Жінки    | 63019   | 9536               | 38364            | 15119                |
| Разом    | 118982  | 19280              | 78199            | 21503                |

## Економіка
На кінець грудня 2019 року кількість зареєстрованих безробітних у Зеленій Гурі становила 1664 жителі, що становить 2,4% безробіття для економічно активних.
Економіка Зеленої Гури — це насамперед ІТ-індустрія (виробник приставок для супутникового телебачення ADB Polska Sp. Z o.o., виробник систем GPS Hertz Systems , виробник програмного забезпечення Streamsoft), електротехнічна промисловість (виробник електроапаратів Lumel S.A., виробник освітлювальної електроніки LUG S.A.), металообробка (виробник сталевих конструкцій Zastal S.A ., машинобудівна та металообробна компанія Falubaz Polska S.A.), текстильна промисловість (виробник нетканих матеріалів Novita S.A.), деревообробна промисловість (Stelmet S.A.) або харчова промисловість (виробник морозива та заморожених продуктів Nordis sp. Z o.o.). Важливою галуззю харчової промисловості є також виробництво спиртів — у минулому тут виробляли велику кількість вина, сьогодні тут виробляють також горілку (Wyborowa Pernod Ricard S.A.). PGNiG S.A. має власну гірничодобувну філію в Зеленій Гурі.
Крім того, у місті розташовані  Cinkciarz.pl , Ekantor.pl, Eobuwie.pl та Denley.pl.
У рейтингу бізнес-місячника Forbes — Forbes Diamonds 2020 — 25 компаній із Зеленої Гури є одними з найбільш динамічно розвиваючими компаній у Польщі.
В околицях міста, в Cigacicach, знаходиться внутрішній водний порти і два підприємства з виробництва мінеральної вати.

## Транспорт
Зелена Гура розташована на трасі швидкісної дороги № 3, яка є частиною міжнародної траси E65, та на трасі залізничної лінії CE 59 (Odrzańska Magistrala Kolejowa), яка є частиною TEN транс'європейських транспортних коридорів. , на які поширюється угода AGTC. Поруч з містом знаходиться аеропорт Зелена Гура-Бабімост.

### Автомобільний транспорт
Через місто проходять національні дороги S3, DK27, DK32 та провінційні дороги DW279, DW280, DW281, DW282 та DW283. Також у місті є мережа кільцевих доріг. Північна ділянка об'їзної дороги називається Північним шляхом.
Залізничний транспорт
Через Зелену Гуру проходить залізнична лінія № 273, що з'єднує Щецин з Вроцлавом. Його зазвичай називають Одранка. Це створює велику кількість вантажних поїздів, але також і пасажирів. Зелена Гура також підтримує сполучення в багатьох інших напрямках, таких як: Варшава, Гдиня, Ольштин, Люблін і Берлін.
У місті є два залізничні вокзали, а також 2 залізничні зупинки:
- Zielona Góra Główna —  головний вокзал
- Zielona Góra Stary Kisielin —  станція в районі Старий Киселін
- Zielona Góra Przylep —  залізнична зупинка
- Zielona Góra Nowy Kisielin —  залізнична зупинка —  включена в пасажиропотік з 8 грудня 2018 року.

### Громадський транспорт
Місто має розгалужену мережу громадського транспорту: 26 денних автобусних і 3 нічних. MZK Zielona Góra щодня перевозить понад 80 000 пасажирів. У кожному автобусі є квиткові автомати, які в поєднанні з квитковими автоматами на зупинках є єдиною формою роздачі квитків у місті. Автобуси громадського транспорту в Зеленій Гурі представлені в кольорах міста – білому, зеленому та жовтому. На зупинках функціонує оцифрована інформаційна система часу очікування на основі мережі GPS.

### Водний транспорт
Приблизно за 10 км від центру міста знаходиться великий внутрішній порт на річці Одра в Цигачіце. Він виконує перевантажувальні функції  — це польські ворота до системи внутрішніх каналів Німеччини, з якими його з’єднує канал Одра-Гафель.

### Повітряний транспорт
Зелена Гура розташована поблизу вантажно-пасажирського аеропорту Бабімост (33 км). Аеропорт у Бабімості забезпечує сполучення з Варшавою, Рієкою та Туреччиною. Проте в районі Пшилеп знаходиться спортивно-оздоровчий аеропорт Аероклубу Любуського краю (7 км від центру міста). Інші аеропорти знаходяться в Познані (109 км), Вроцлаві (140 км) і Берліні (164 км).
Приблизно за 20 км на захід від міста знаходиться посадочне поле Грабовець.

## Наука
У 2014 році запрацював Науково-технологічний парк Університету Зелена Гура. На факультетах УЗ є багато науково-дослідних інститутів, наприклад, Інститут астрономії Університету Зелена Гура має астрономічну обсерваторію, розташовану в Браніборській вежі.
У 2015 р. створено Науковий центр «Кеплер», у складі якого є Центр природи (ul. Gen. J. Dąbrowskiego) та планетарій Венери (ul. Gen. W. Sikorskiego).
У 2019 році в Зеленій Гурі було створено філію Центру космічних досліджень Польської академії наук, метою якого є навчання наукових кадрів, на яких базуються науково-дослідні лабораторії Парку космічних технологій. У його рамках буде створено сім лабораторій, які мають бути готові до кінця 2021 року 

## Освіта
У Зеленій Гурі функціонує 31 державних дитячих садків, якими керує місто. Також є 6 відділень дитячих садків, організованих у державних початкових школах міста, крім того, є 25 державних початкових шкіл, у тому числі: післядошкільні школи, у тому числі: 9 загальноосвітніх школи, 5 середніх технічних шкіл, 4 промислові школи 1-го ступеня, 2 промислові школи 2-го ступеня та 7 вищих шкіл.
Найбільшим університетом міста є Університет Зеленої Гури, створений у 2001 році в результаті злиття Зелено-Гурського технологічного університету та Педагогічного університету Зеленої Гури ім.Тадеуша Котарбінського.

## Культура
Культура в Зеленій Гурі  —  це передусім збір винограду на початку вересня —  великий захід на відкритому повітрі, під час якого центр міста наповнюється мешканцями та туристами. Крім того, у місті є кілька музеїв і художніх галерей, філармонія Зелена Гура, театр Любуських та Анна Герман, кінотеатри та кілька музичних клубів. У місті проходить кілька музичних та культурних фестивалів. вкл. Дні єврейської культури, фольклорний фестиваль, фестиваль кабаре, кінофестиваль KinoPozaKinem Filmowa Góra, фестиваль Rock Night, фестиваль джазу Róże та Quest Europe.
На площі Niepodległości є галерея, де проводяться виставки сучасного мистецтва, концерти та дискусійні зустрічі. Спільнота живопису зосереджена навколо району Зелена Гура Асоціації польських художників і дизайнерів. Активне місце на культурній карті міста в 1998-2018 роках під керівництвом Бруно Олександра Кієча та Анет Шлачетки займав музичний клуб «4 Róże dla Lucienne», в якому у співпраці з Фондом розвитку культури «Комбінат Культури», проведено понад 4000 мистецьких заходів, у тому числі: концерти, кінопокази, поетичні слеми, застілля, виставки, театральні та кабаре. Клуб був співорганізатором «Rock Nocą», «Róże Jazz Festival» та кінофестивалю «KinoPozaKinem Filmowa Góra».
У Зеленій Гурі є Культурний центр, резиденція якого розташована в парку на амфітеатр ім. Анни Герман. Заклад вміщує близько 5000 глядачів. Свою широку діяльність розпочав на початку 1970-х років. Саме тоді жителі збудували нову будівлю силами громади. Перший концерт відбувся в 1973 році під час 9-го фестивалю радянської пісні. Пізніше будівля була перебудована. З’явилася сучасна сцена, зали, кімнати для акустики. З 1987 року амфітеатр носить ім’я Анни Герман 
Влітку, у липні та серпні, Культурний центр "Зелена Гура" організовує в центрі міста «Літо всіх муз», яке включає цілий спектр концертів, вистав, вистав і шоу просто неба.

### Музеї та галереї
У місті є кілька музеїв і галерей, розташованих частково в центрі міста та в приміських особняках і палацах.
- Muzeum Ziemi Lubuskiej, який складається з
  - Muzeum Miasta Zielona Góra
  - Muzeum Dawnych Tortur
  - Muzeum Wina
- Muzeum Etnograficzne w Ochli
- Muzeum Archeologiczne Środkowego Nadodrza w Świdnicy
- Lubuskie Muzeum Wojskowe w Drzonowie
- Biuro Wystaw Artystycznych — Офіс художніх виставок — це галерея сучасного мистецтва, у ньому також зберігається колекція Центру образотворчого мистецтва «Lubuskiej Zachęty Sztuk Pięknych».
- Muzeum Lalek w Zielonej Górze przy Teatrze Lubuskim.
- Muzeum Książki Środkowego Nadodrza w Zielonej Górze przy Wojewódzkiej i Miejskiej Bibliotece Publicznej im. C. Norwida.

### Кінотеатри
Newa Cinema кінотеатр — студія, розташована біля залізничного вокзалу, за адресою вул. K. Wielkiego 21. Аудиторія на 215 осіб. У кінотеатрі демонструють некомерційні фільми .
Cinema City — 9 залів, 1305 місць. Кінотеатр розташований у ТЦ Focus Park. Відкрито 17 жовтня 2008 р.
Kino Nysa — найстаріший кінотеатр у Зеленій Гурі, відкритий у 1921 році, безперервно показував фільми до кінця жовтня 2015 року, коли був проданий. Він мав аудиторію з балконом загалом 305 осіб. Кінотеатр знаходився в старому місті, навпроти Любуського театру на вул. Незалежності.

### Свята та події
У місті проходив Міжнародний фестиваль радянської пісні, відбулося 26 його випусків. У 2008 році він був відновлений як Фестиваль російської пісні, але з політичних причин його 7-е видання не відбулося в 2014 році. 
- Колядування в Зеленій Гурі (січень)
- Любуський кортеж трьох королів (січень)
- Фестиваль життя (березень)
- Міжнародний фестиваль гітари (травень)
- Міжнародний фестиваль франкомовних короткометражних фільмів - FrankoFilm Festiwal (травень/червень)
- Богослужіння в Зеленій Гурі (травень/червень)
- Міжнародний фестиваль талантів Енні Герман (липень)
- Міжнародний фольклорний фестиваль «Обличчя традиції» (кожні два роки, липень)
- Міжнародний дитячий фольклорний фестиваль (кожні два роки, взаємозамінно з фольклорним фестивалем, у серпні)
- Національний фестиваль дитячої та юнацької пісні ФУМА (травень)
- Фестиваль кіно та театру - кінофестиваль Kozzi (червень)
- Любуський фестиваль відкритих підвалів і виноградників (червень)
- Зелена Гура — столиця польського кабаре (червень)
- Літо всіх видів муз (липень-серпень)
- Літні вечори біля фонтану (серпень)
- Міжнародний фестиваль вуличного мистецтва BuskerBus (серпень)
- CORNO — фестиваль духової музики (серпень)
- Свято врожаю в Зеленій Гурі (серпень)
- Міжнародний кінофестиваль «Quest Europe» (серпень/вересень)
- Збір винограду — Дні Зеленої Гури (вересень)
- Театральний фестиваль під відкритим небом Монте-Верде (вересень)
- Фантастична вакханалія - Національний фестиваль любителів фентезі (вересень/жовтень)
- «Півмарафон Зеленої Ґури» — півмарафон «Новіта Зєлона Гура» (вересень/жовтень)
- «Любуський Октоберфест» (жовтень)
- Бієнале в Зеленій Гурі (жовтень-листопад)
- Любуський фестиваль молодого вина (листопад)
- Фестиваль «Зелене місто джазу» (листопад)
- Літературне свято ім. Анни Токарської «Проза поетів» (листопад-грудень)

### Winobranie
Офіційним святом міста є збір винограду, який був офіційно оголошений муніципалітетом у 1852 році. Щороку дев’ять днів поспіль у першій половині вересня ключі від міських воріт тримає римський бог вина Бахус, який , разом зі своїм оточенням, проводить туристів по Зеленій Гурі. Приїжджі гості можуть випити місцевий напій, відвідати місцеві виноградники, послухати музику та скористатися багатими культурними та розважальними пропозиціями.

## Храми та церкви

### Католицизм
- Kościół rzymskokatolicki  — Зелена Гура розташована в Щецин-Каменській митрополії, столиці Зелено-Гуро-Гожувської єпархії та резиденції єпископа. У місті три деканати: Святого Духа, Воздвиження Чесного Хреста і Святої Ядвіги, 19 парафіяльних церков, у тому числі:
  - Konkatedra pw. św. Jadwigi Śląskiej
  - kościół pw. Matki Boskiej Częstochowskiej
  - kościół pw. Najświętszego Zbawiciela
  - kościół patronalny pw. św. Urbana I
  - kościół pw. św. Alberta Chmielowskiego
- Kościół greckokatolicki:
  - parafia pw. Opieki Matki Bożej w Zielonej Górze
- Kościół polskokatolicki:
  - parafia Najświętszej Maryi Królowej Polski (kościół Najświętszej Maryi Królowej Polski)
- Reformowany Kościół Katolicki w Polsce:
  - Wspólnota Św. Jana Apostoła w Zielonej Górze

### Православ'я
- Polski Autokefaliczny Kościół Prawosławny:
  - parafia św. Mikołaja (cerkiew pw. św. Mikołaja)

### Протестантизм
- Kościół Adwentystów Dnia Siódmego:
  - zbór w Zielonej Górze
- Kościół Boży w Chrystusie:
  - Chrześcijańska Wspólnota „Bez Ścian”
- Kościół Boży w Polsce:
  - Kościół Boży „Nowe Życie”
- Kościół Chrześcijan Baptystów:
  - zbór w Zielonej Górze
- Kościół Chrześcijan Wiary Ewangelicznej:
  - Wspólnota „Przymierze”
- Kościół Ewangelicko-Augsburski:
  - Parafia Ewangelicko-Augsburska w Zielonej Górze
- Kościół Zielonoświątkowy:
  - zbór „Emaus”
- Mesjańskie Zbory Boże:
  - punkt misyjny w Zielonej Górze
- Reformowani baptyści:
  - zbór w Zielonej Górze

### Реставраціонізм
- Świadkowie Jehowy:
  - zbór Zielona Góra-Chynów (w tym grupa rosyjskojęzyczna),
  - zbór Zielona Góra-Jędrzychów,
  - zbór Zielona Góra-Kisielin,
  - zbór Zielona Góra-Migowy (zbór języka migowego),
  - zbór Zielona Góra-Słoneczne,
  - zbór Zielona Góra-Śródmieście ,
  - zbór Zielona Góra-Zacisze – kompleks Sal Królestwa ul. Jelenia 1B

- Świecki Ruch Misyjny „Epifania”:
  - zbór.

## Міста-побратими
Партнерські міста:
- Котбус — Німеччина
- Ферден — Німеччина
- Хелмонд — Нідерланди
- Л'Аквіла — Італія
- Труа — Франція
- Нітра — Словаччина
- Бистриця — Румунія

Приятельські міста:
- Зольтау — Німеччина
- Вітебськ — Білорусь
- Івано-Франківськ — Україна

## Відомі особи
- Якуб Волонсевич (1960—2016) — польський дипломат.
- Марія Гладковська (* 1957) — польська акторка.
- Гжегож Лапановський (* 1983) — польський кухар, кулінарний журналіст, телеведучий і підприємець.
- Мариля Родович (* 1945) — естрадна вокалістка.
- Попель Михайло (протоієрей) — протоієрей Української автокефальної православної церкви. Релігійний і громадський діяч на Лемківщині і Волині.
- Гурт 2PU